# 阿方索一世·德斯特

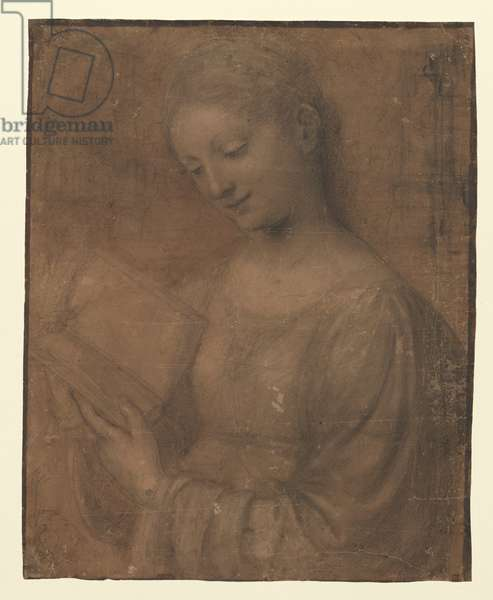
安娜·斯福爾扎

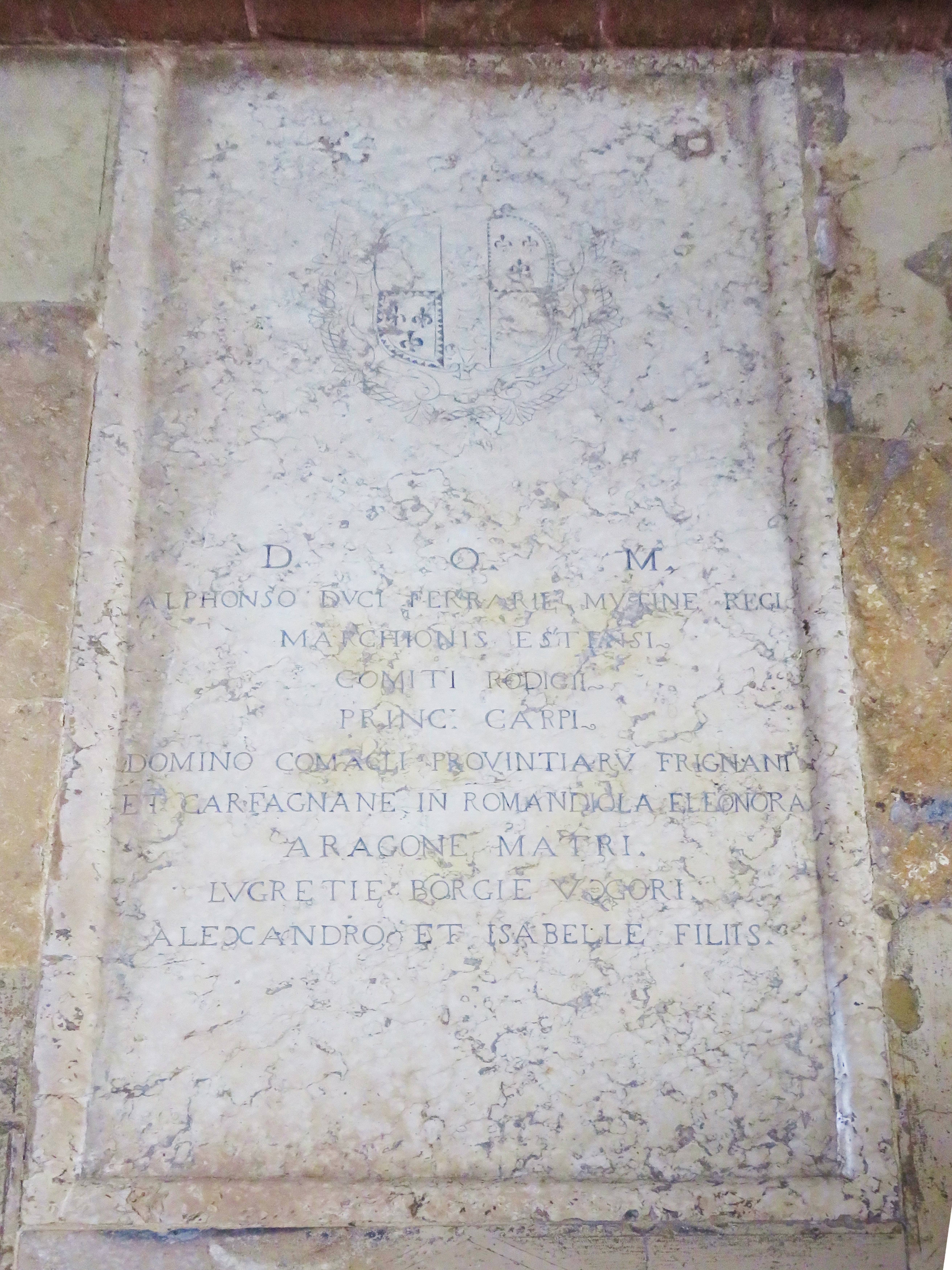
阿方索一世·埃斯特與魯克蕾齊亞·波吉亞在費拉拉的墳墓。

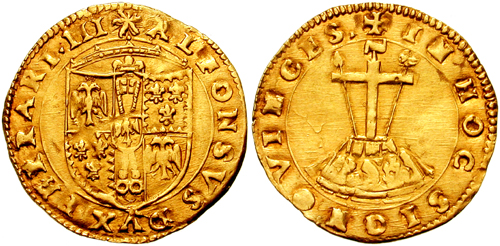
有著阿方索一世·埃斯特徽章的斯庫多金幣。

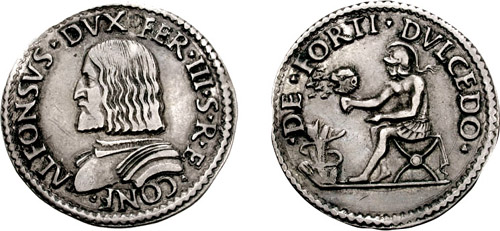
有著阿方索一世·埃斯特頭像的銀幣。

費拉拉公爵阿方索一世·德斯特（義大利語：Alfonso I d'Este，1476年7月21日—1534年10月31日，又譯作阿方索一世·德·埃斯特），康布雷同盟戰爭時期的費拉拉公爵（號稱「大砲公爵」），魯克蕾齊亞·波吉亞的第三任丈夫。

## 生平
他是費拉拉公爵埃爾科萊一世·埃斯特與阿拉貢的伊萊奧諾拉的長子，有過兩次婚姻，第一次於1491年娶了吉安·加萊亞佐·斯福爾扎的妹妹安娜·斯福爾扎，在她因為難產而去世後，阿方索於1502年娶了教宗亞歷山大六世的私生女魯克蕾齊亞·波吉亞。

## 統治
阿方索於1505年1月25日在他的父親埃爾科萊因病過世的當晚宣布繼任為公爵，在他統治的第一年，他揭發了他的弟弟費蘭特·埃斯特及他同父異母弟弟朱利歐·埃斯特聯合起來對抗他與他的另一個弟弟伊波利托的陰謀。
1506年九月，針對這場叛變舉行了一場審判，罪名是他們對公爵的不敬罪以及叛國罪，如同預期的，通過了死刑的宣判，但是當費蘭特與朱利歐上了絞刑架時，他們被告知公爵改判他們終身監禁。
費蘭特在被監禁了34年後，於於牢房中去世。
朱利歐則於53年後的1559年被赦免，出獄後，朱利歐走在路上被路人譏笑他那過時的衣服，最後他於1561年去世。
在義大利戰爭期間，阿方索透過他那靈活且具警戒性的外交手段以及費拉拉無與倫比的防禦工事，成功的在這場爭權奪利的戰爭中保持其完整性。作為曼圖亞侯爵夫人的姊姊伊莎貝拉·埃斯特，也替他的外交策畫貢獻良多，曼圖亞-費拉拉的聯盟使兩國的獨立和安全皆獲保障。
他加入了康布雷同盟與法國國王路易十二保持良好的同盟關係共同對抗威尼斯，即使在教宗儒略二世與威尼斯達成和解倒戈後依舊如此。
波隆那反叛教宗儒略二世並將由米開朗基羅為教宗所造的銅像推倒後，阿方索命人將這些銅像碎片收集起來從新鑄造成一尊大砲，名為「La Giulia」，並將它放置在費拉拉城堡的城牆上，可能這個舉動給了教宗很好的藉口，教宗下令將阿方索逐出教會並剝奪他的所有頭銜，期望這樣能名正言順地將費拉拉納入教宗國，但阿方索非常成功的擊敗了威尼斯與教宗國的聯合軍隊並佔領了波隆那，之後幫助法國在許多戰役中獲勝，他因此獲得「大砲公爵」的稱號。
阿方索的成功要歸功於費拉拉的鑄造廠產出的大砲，在當時費拉拉的鑄造廠是所有國家中最好的。在提香所繪製的兩幅阿方索肖像畫中，他的手都拖著砲口。
在1526-1527年，阿方索參與了神聖羅馬帝國皇帝及西班牙國王查理五世對抗教宗克萊門特七世的遠征軍，提供的大砲成為1527年羅馬大劫掠成功的關鍵。因為大劫後教宗向查理五世投降，1530年時，教宗再一次地承認爵位被沒收的阿方索是摩德納及雷焦的佔有人。

## 藝術活動
如同他的弟弟樞機主教伊波利托一世·埃斯特，阿方索在位時期也是一位慷慨的藝術資助者，他起先資助藝術家喬瓦尼·貝利尼，在他死後轉為資助他的徒弟提香，阿方索也建造了幾個華美的藝廊用來展示他的藝術收藏，但這些收藏在1598年埃斯特家族失去對費拉拉的控制權後便分散各地。
1504年時，阿方索建造了史上第一座專門用作戲劇表演的階梯劇場。
阿方索也資助著名的詩人阿里奧斯托。
阿方索步上了他那讓費拉拉變成歐洲音樂中心的父親埃爾科萊的腳步，請了一些著名的音樂家如Antoine Brumel、阿德里安·維拉爾特到費拉拉的宮廷中工作，有許多音樂家能有非凡的成就，可能都要歸功於阿方索慷慨的贊助，而阿方索的妻子魯克蕾齊亞對各種藝術活動的喜愛以及資助同樣也是不可抹滅的。

## 婚姻與家庭
在阿方索的第一任妻子安娜·斯福爾扎死於難產後，於1502年娶了教宗的私生女魯克蕾齊亞·波吉亞為妻，但這場政治聯姻馬上便因為亞歷山大六世於隔年去世而變的毫無價值，原本非常支持魯克蕾齊亞的哥哥切薩雷·波吉亞的路易十二甚至在教宗死後切斷與波吉亞家族的聯繫與資助並宣稱魯克蕾齊亞配不上阿方索，但是阿方索是真心喜愛自己的妻子的，對她相當著迷並且在她的父親死後很快地回到費拉拉去安慰她，雖然眾所皆知地，魯克蕾齊亞有多位關係曖昧的情夫，但阿方索與她的愛情卻絲毫不受影響。
魯克蕾齊亞總共為他生了6位孩子：
- 埃爾科萊二世·埃斯特（1508年4月5日－1559年10月3日）:費拉拉公爵，有些人猜測他其實是魯克蕾齊亞與她的姊夫兼情夫曼圖亞侯爵弗朗切斯科二世·貢扎加與魯克蕾齊亞所生，因為孩子的鼻子簡直與侯爵如出一轍且孩子出生後魯克蕾齊亞反覆的催促侯爵前來探視她。
- 伊波利托二世·埃斯特（1509年8月25日－1572年12月1日）:米蘭大主教，之後步上他叔叔伊波利托一世·埃斯特的後塵，成為了一位樞機主教。
- 亞歷山德羅·埃斯特（1514年－1516年）
- 李奧諾拉·埃斯特（1515年7月3日－1575年7月15日）:成為了一位修女。
- 弗朗切斯科·埃斯特（1516年11月1日－1578年2月2日）:馬薩倫巴達侯爵。
- 伊莎貝拉·瑪麗亞·埃斯特（1519年6月14日出生及死亡）:魯克蕾齊亞生完她於10天後去世。

## 榮譽
聖米迦勒騎士勳章

## 公國覆亡
由於阿方索一世的孫子，阿方索二世·埃斯特於1597年沒有留下子嗣便去世了，埃斯特家族的直系後裔就此斷絕，繼承權來到阿方索一世的另一位孫子，同時也是阿方索二世的堂弟的切薩雷·埃斯特手上，但這個繼承權是經由魯道夫二世的承認而非羅馬教宗所承認，因此費拉拉被教宗國經由武力納入其領土，雖然如此，埃斯特家族仍保有摩德納和雷焦的統治權。